# 篠塚良雄
篠塚良雄（1923年—2014年4月20日）是在抗日战争中日本陆军731部队的老兵，日籍解放军。

## 生平
15歲加入日本帝国陆军。服役期间参加了731部隊，屬「柄澤班」，被派往黑龍江省，負責細菌培植、制造生物炸弹，并在活人身上进行了細菌試驗活体解剖。
二次大戰結束後，他被裁定為戰犯，在中國被監禁5年。返國後，由於痛恨在该部队服役期间犯下的暴行，他为731部队的受害者作证。1997年，他为180名中国人作证，要求日本政府给予赔偿。

## 關連項目
- 中國歸還者聯絡會
- 土屋芳雄
- 日本鬼子：日中15年戰爭·原皇軍士兵的告白